# Alphacoronavirus
Genre
Sous-genres de rang inférieur
- Colacovirus
- Decacovirus
- Duvinacovirus
- Luchacovirus
- Minacovirus
- Minunacovirus
- Myotacovirus
- Nyctacovirus
- Pedacovirus
- Rhinacovirus
- Setracovirus
- Tegacovirus

Alphacoronavirus (ou α-coronavirus, Alpha-CoV) est l'un des quatre genres connus de coronavirus. Il est classé dans la sous-famille des Orthocoronavirinae, la famille des Coronaviridae et l'ordre des Nidovirales. Il regroupe des virus à ARN simple brin enveloppés, de sens positif, d'origine zoonotique.
Dans cette sous-famille, les virus ont des virions sphériques avec des projections de surface en forme de club et une coquille centrale. Le nom vient du latin corona, qui signifie couronne, qui décrit l'apparence des projections vues en microscopie électronique, et qui ressemblent à une couronne solaire. Ce genre contient ce qui était auparavant considéré comme des coronavirus du phylogroupe 1.
Les genres Alphacoronavirus et Betacoronavirus ont des lignées qui descendent du pool génétique des chauves-souris.

## Virologie
Les espèces d’Alphacoronavirus infectent principalement les Chauves-souris, mais également d'autres espèces de Mammifères comme l'Homme, le Porc, le Rat, des Mustelidés, des Musaraignes. Les espèces d’Alphacoronavirus humains (HCoV-229E et HCoV-NL63) sont des agents du rhume commun.

## Génome
Les coronavirus ont un génome ARN de grande taille qui varie de 26 à 32 kilobases.

## Classification
Le genre Alphacoronavirus de la sous-famille des Orthocoronavirinae de la famille des Coronaviridae comprend 14 sous-genres reconnus par l'International Committee on Taxonomy of Viruses (ICTV),:
- Genre Alphacoronavirus
  - Sous-genre Colacovirus
    - Bat coronavirus CDPHE15

  - Sous-genre Decacovirus
    - Bat coronavirus HKU10
    - Rhinolophus ferrumequinum alphacoronavirus HuB-2013

  - Sous-genre Duvinacovirus
    - Human coronavirus 229E (HCoV-229E)

  - Sous-genre Luchacovirus
    - Lucheng Rn rat coronavirus

  - Sous-genre Minacovirus
    - Ferret coronavirus
    - Mink coronavirus 1

  - Sous-genre Minunacovirus
    - Miniopterus bat coronavirus 1
    - Miniopterus bat coronavirus HKU8

  - Sous-genre Myotacovirus
    - Myotis ricketti alphacoronavirus Sax-2011

  - Sous-genre Nyctacovirus
    - Nyctalus velutinus alphacoronavirus SC-2013

  - Sous-genre Pedacovirus
    - Porcine epidemic diarrhea virus (Virus de la diarrhée épidémique porcine, PEDV)
    - Scotophilus bat coronavirus 512

  - Sous-genre Rhinacovirus
    - Rhinolophus bat coronavirus HKU2
      - SADS-CoV (Coronavirus du syndrome de la diarrhée aiguë porcine)

  - Sous-genre Setracovirus
    - Human coronavirus NL63 (HCoV-NL63)
    - NL63-related bat coronavirus strain BtKYNL63-9b

  - Sous-genre Soracovirus
    - Sorex araneus coronavirus T14

  - Sous-genre Sunacovirus
    - Suncus murinus coronavirus X74

  - Sous-genre Tegacovirus
    - Alphacoronavirus 1
      - Coronavirus de la gastro-entérite transmissible porcine (TGEV, porc)
      - Coronavirus canin
      - Coronavirus félin

## Référence biologique
- (en) ICTV : Alphacoronavirus  (consulté le 24 janvier 2021)